# Judgement
Judgement es un álbum de estudio de la banda de rock británica Anathema. Fue lanzado el 21 de junio de 1999 por Music for Nations. Si Alternative 4 había dejado totalmente atrás el sonido Doom, se puede considerar a Judgement como el último álbum de Anathema dentro del Metal, es decir, el último en contar con guitarras realmente pesadas.[cita requerida]

## Lista de canciones
| A Fine Day to Exit |                               |          |  |
| N.º                | Título                        | Duración |  |
| 1.                 | «Deep»                        | 4:53     |  |
| 2.                 | «Pitiless»                    | 3:11     |  |
| 3.                 | «Forgotten Hopes»             | 3:50     |  |
| 4.                 | «Destiny Is Dead»             | 1:47     |  |
| 5.                 | «Make It Right (F.F.S.)»      | 4:19     |  |
| 6.                 | «One Last Goodbye»            | 5:24     |  |
| 7.                 | «Parisienne Moonlight»        | 2:09     |  |
| 8.                 | «Judgement»                   | 4:20     |  |
| 9.                 | «Don't Look Too Far»          | 4:57     |  |
| 10.                | «Emotional Winter»            | 5:54     |  |
| 11.                | «Wings of God»                | 6:29     |  |
| 12.                | «Anyone, Anywhere»            | 4:51     |  |
| 13.                | «2000 & Gone»                 | 4:51     |  |
| 14.                | «Transacoustic» (bonus track) | 3:49     |  |
| 56:56              |                               |          |  |

## Créditos
- Vincent Cavanagh — voces, guitarra
- Daniel Cavanagh — guitarra, guitarra acústica, teclados
- John Douglas — batería
- Dave Pybus — bajo
- Lee Douglas — voces femeninas en "Parisienne Moonlight" y "Don't Look Too Far"
- Dario Patti — piano en "Anyone, Anywhere"